# Architettura neoclassica in Russia
L'architettura neoclassica in Russia si sviluppò a partire dalla seconda metà del XVIII secolo specialmente dopo l'ascesa al trono di Caterina la Grande che il 28 giugno 1762 divenne imperatrice della Russia. L'architettura neoclassica si sviluppò in numerose città della Russia, prima fra tutte San Pietroburgo che durante il regno di Caterina II si trasformò in una moderna capitale.

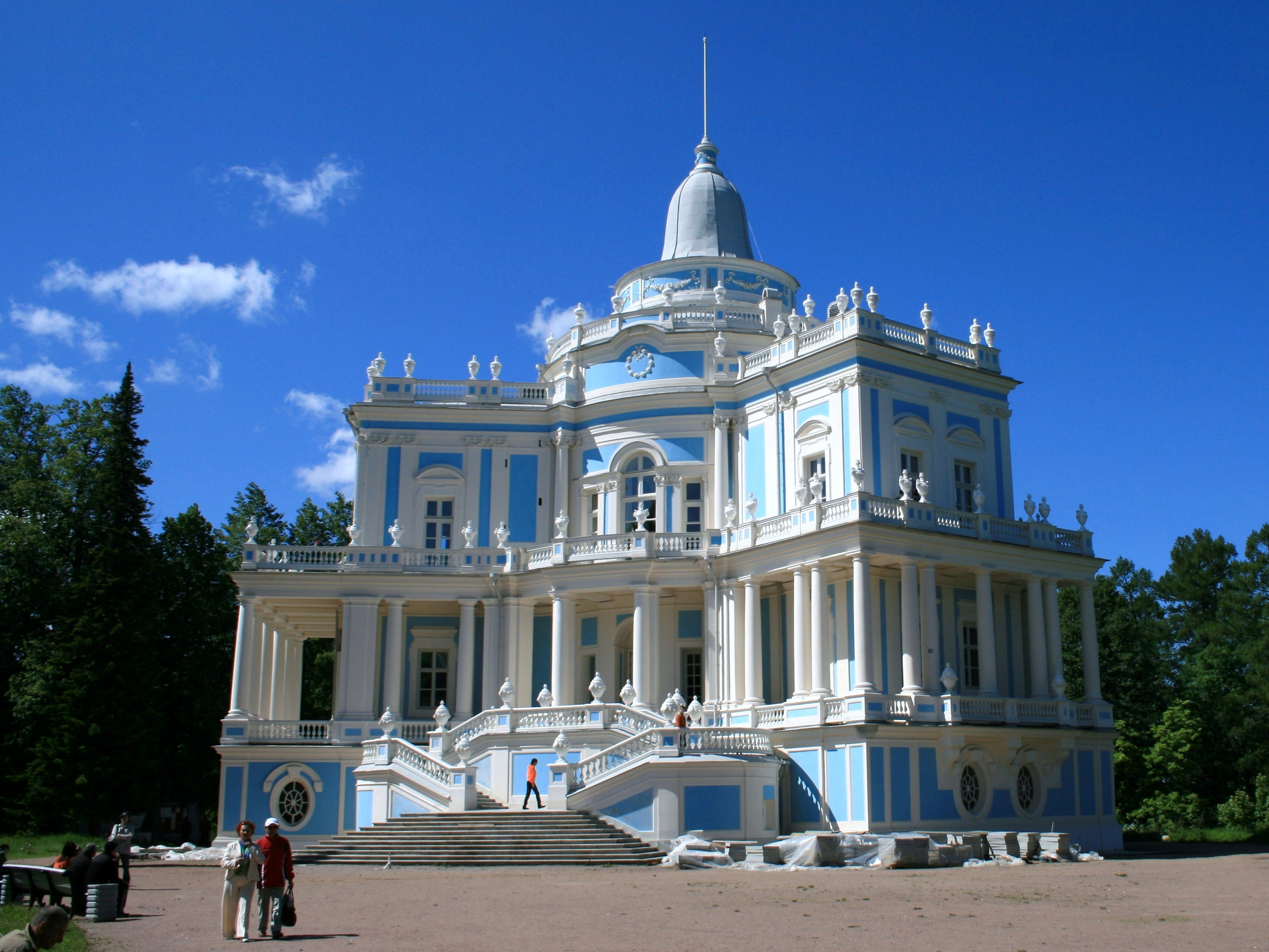
Antonio Rinaldi, Padiglione di Katalnaya Gorka, o delle "montagne russe" (1762-1774), nella reggia di Oranienbaum

## Il periodo di Caterina II (1762-1796)

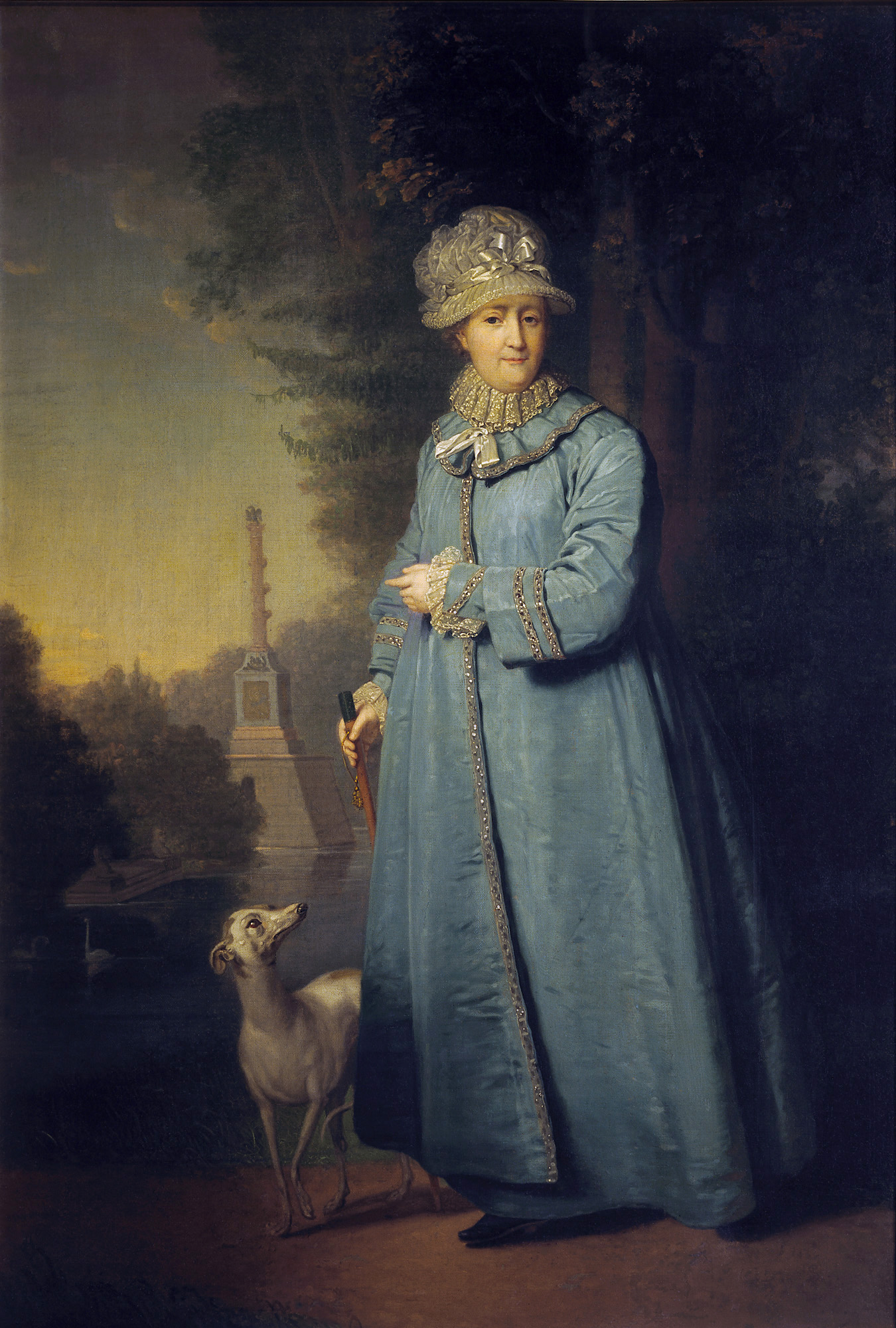
Caterina II a Carskoe Selo, nello sfondo la Colonna rostrata Sesmenskaja in un ritratto di V. L. Borovikovskij, 1794

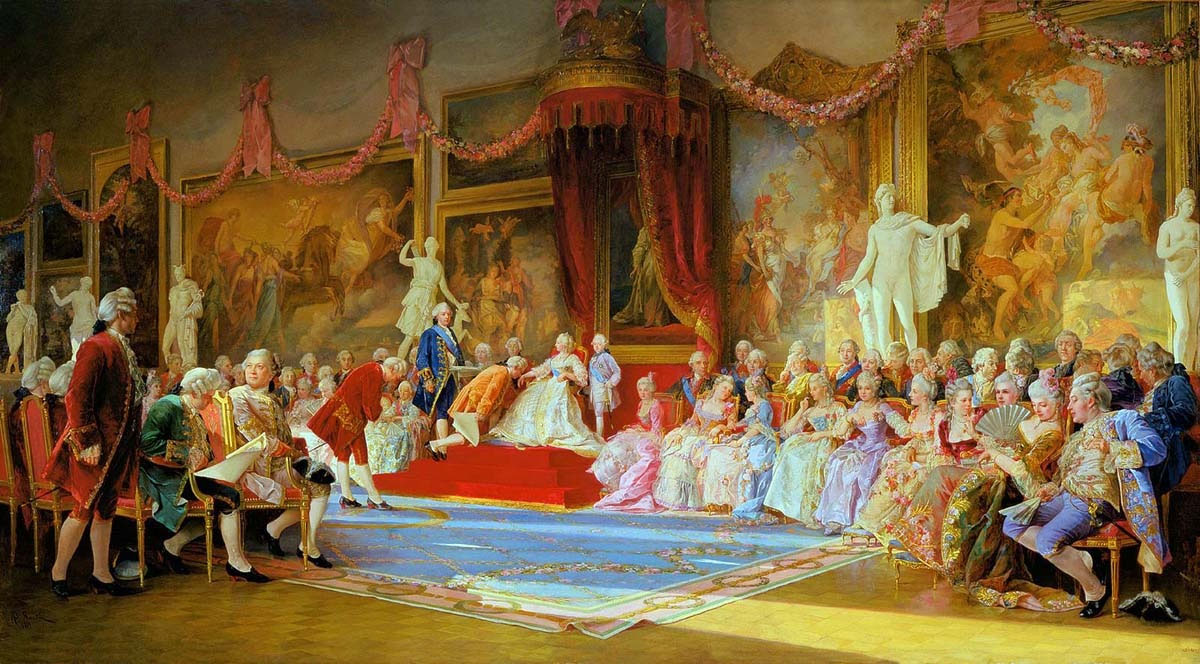
L'inaugurazione dell'Accademia delle Belle Arti a Pietroburgo in un quadro di Valery Jacobi del 1889, Museo del Louvre

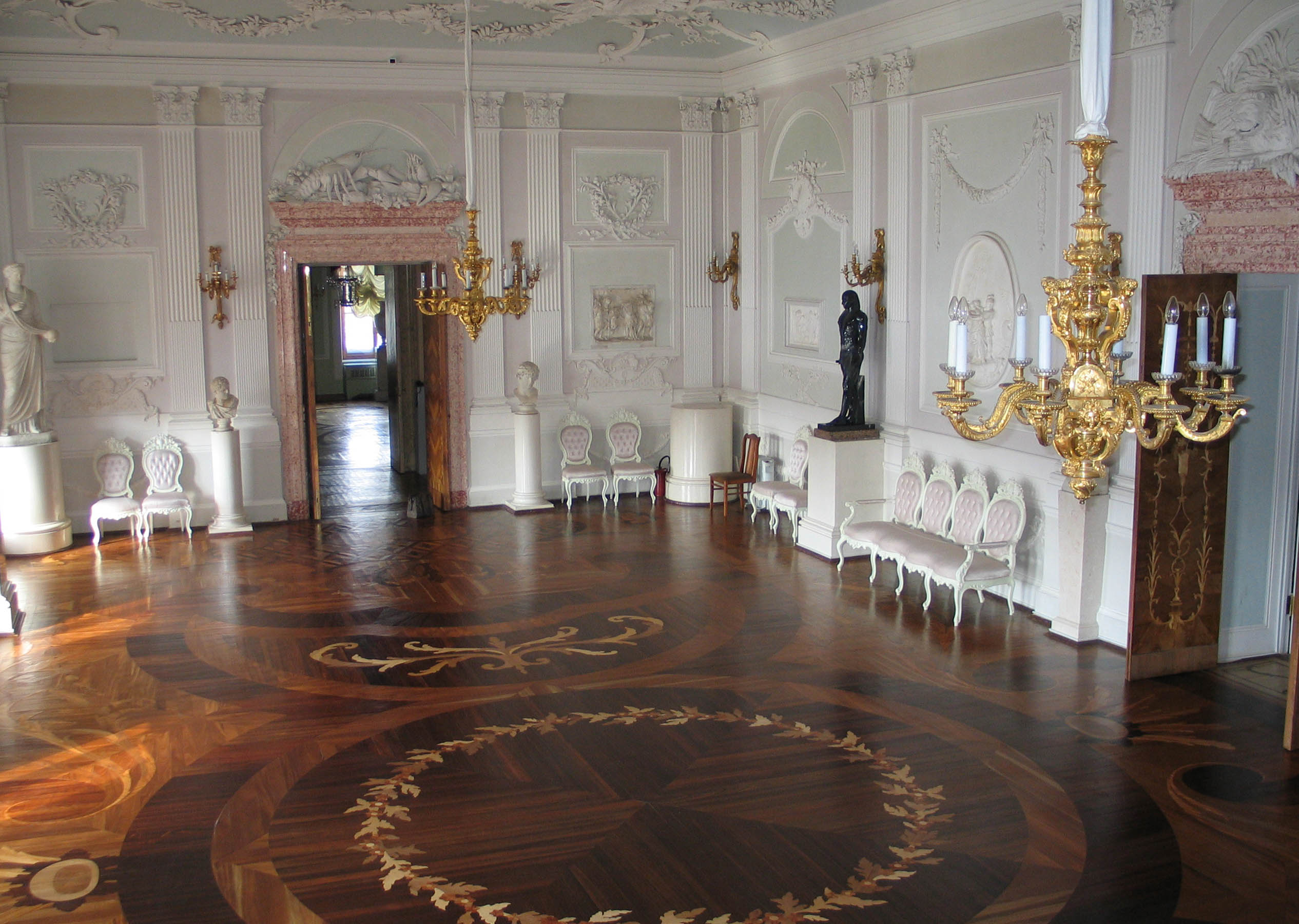
La sala bianca nella Reggia di Gatčina di A. Rinaldi a Gatčina, 1766-81

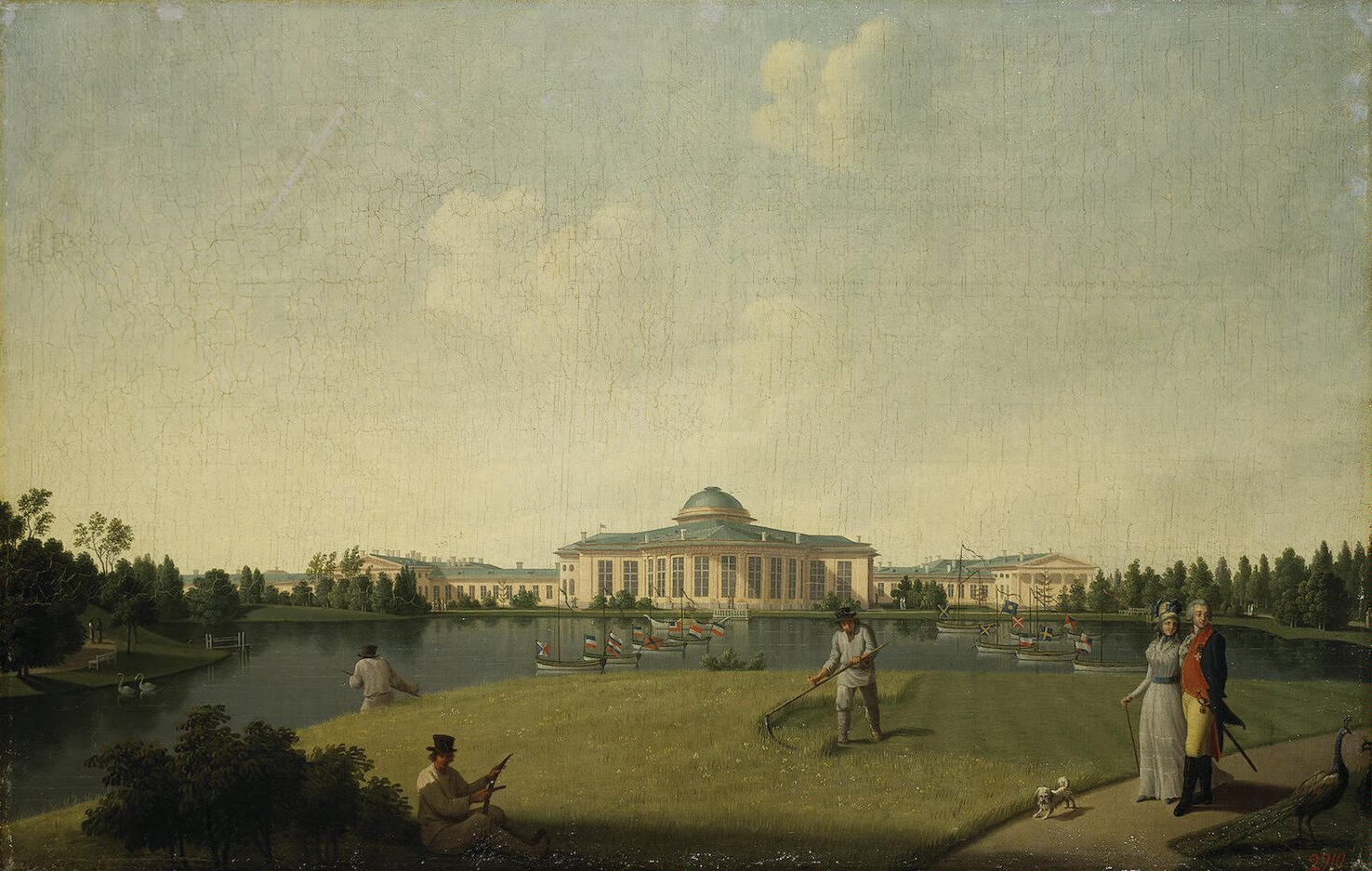
Ivan Starov, Il Palazzo di Tauride (1783-89), in una tela di fine secolo

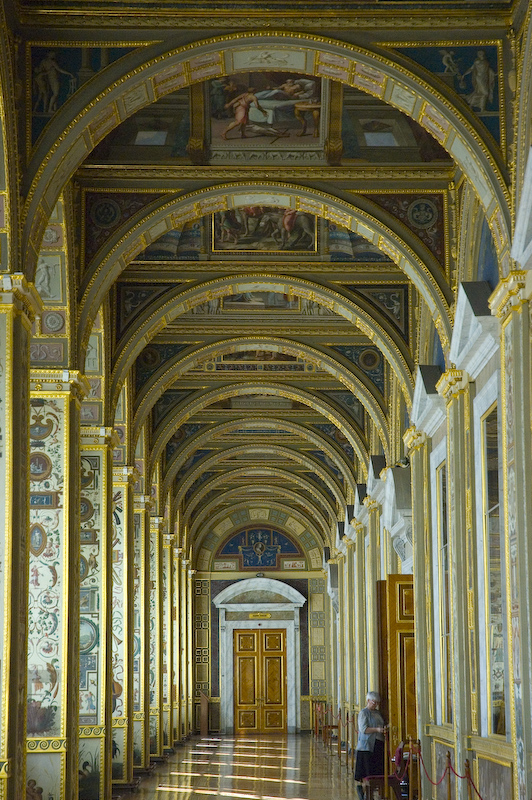
Le logge di Raffaello all'Ermitage di Giacomo Quarenghi, (1787-1792)

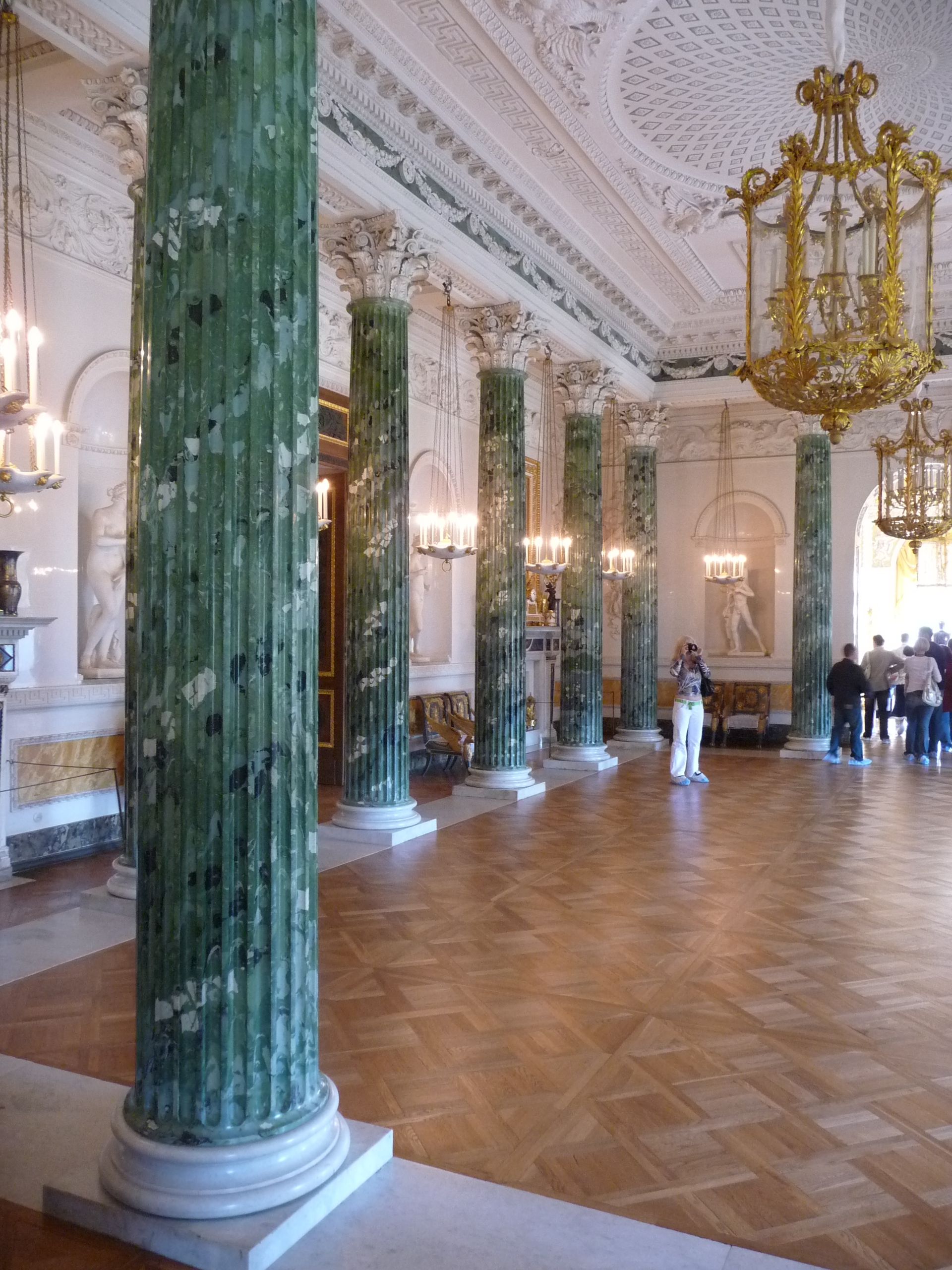
Vincenzo Brenna, La sala "greca" nella reggia di Pavlovsk (1789)

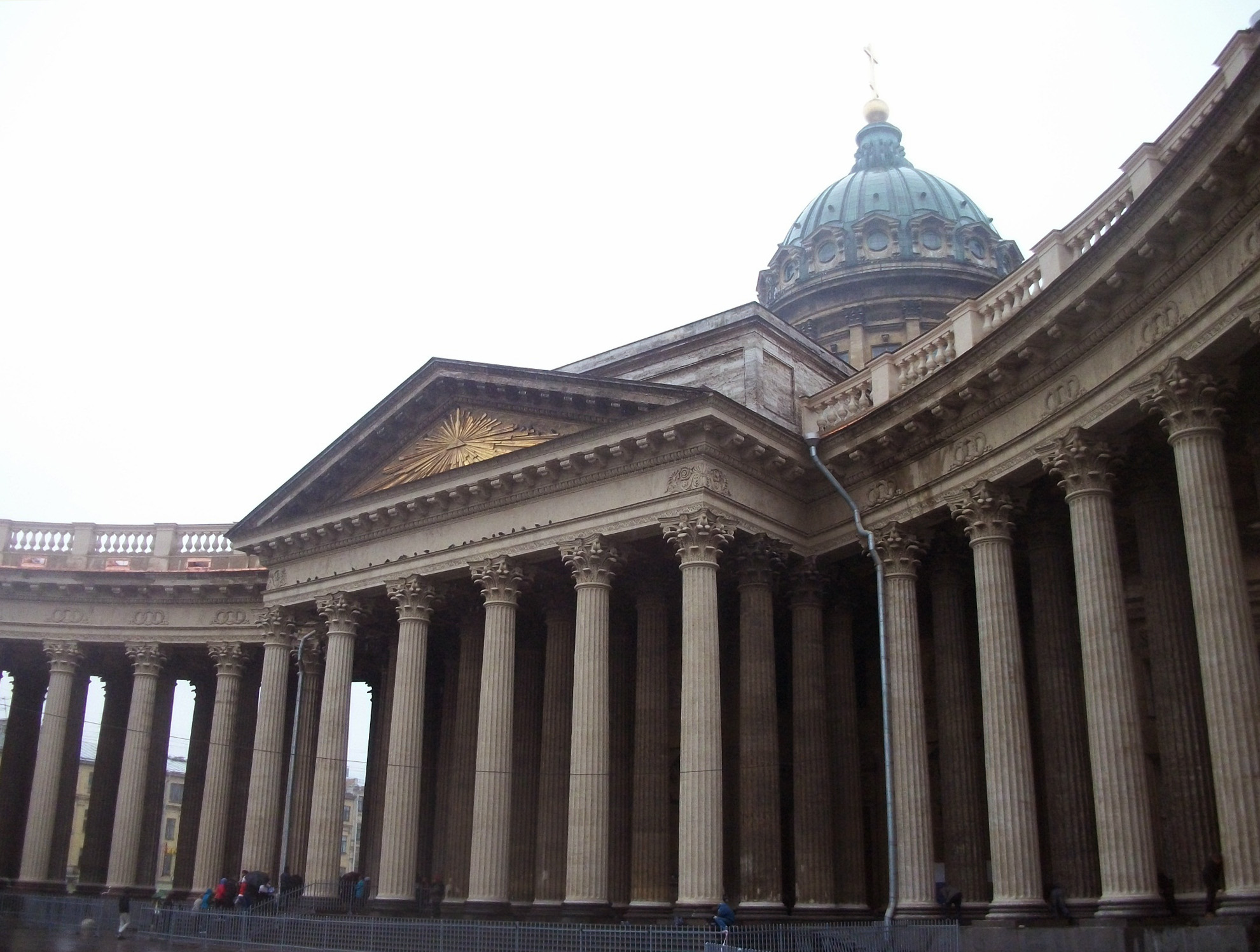
Cattedrale di Kazan di Andrej Voronichin (1801-1811)

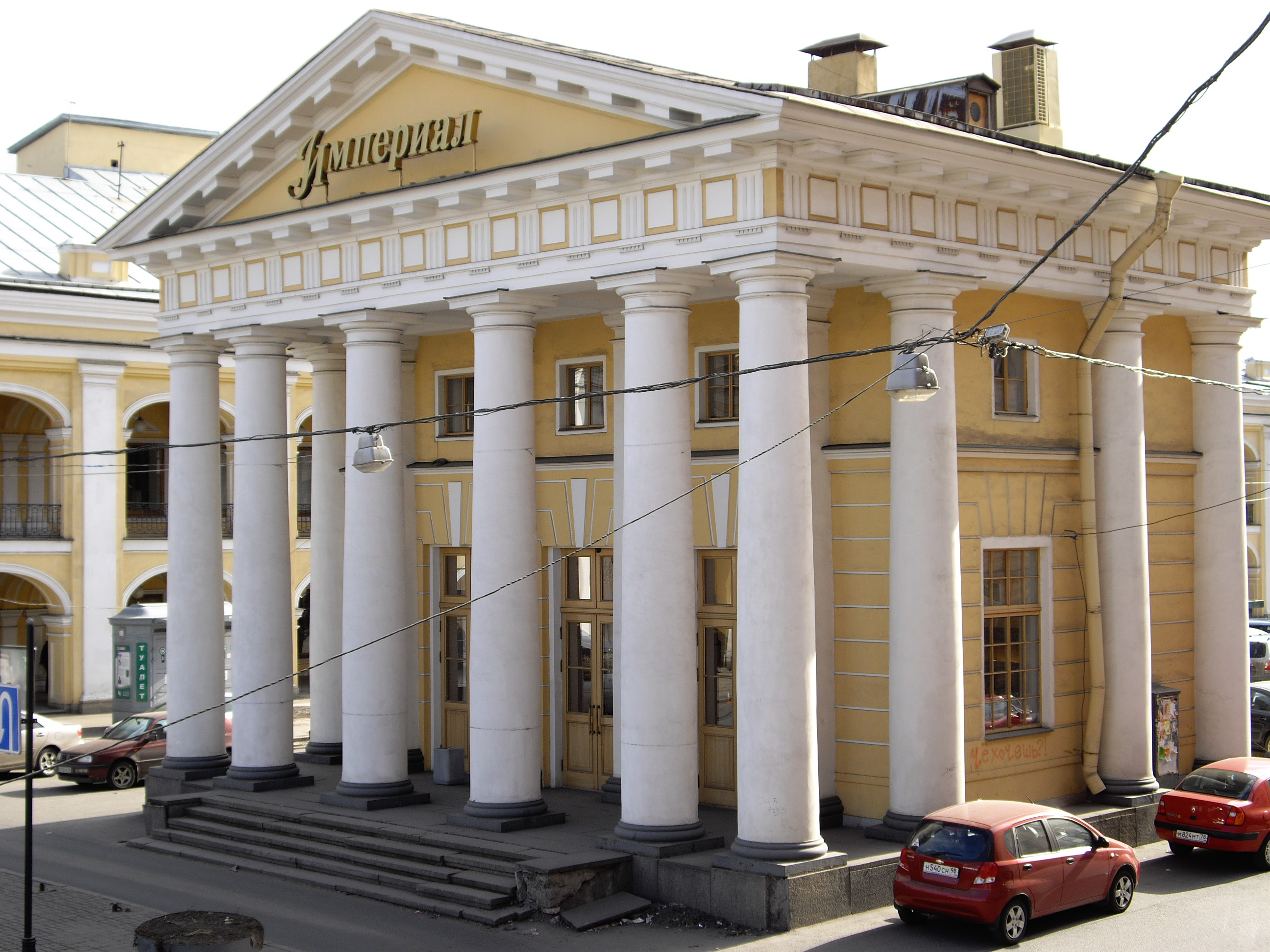
Il portico sulla Prospettiva Nevskij di Luigi Rusca, (1805-1806)

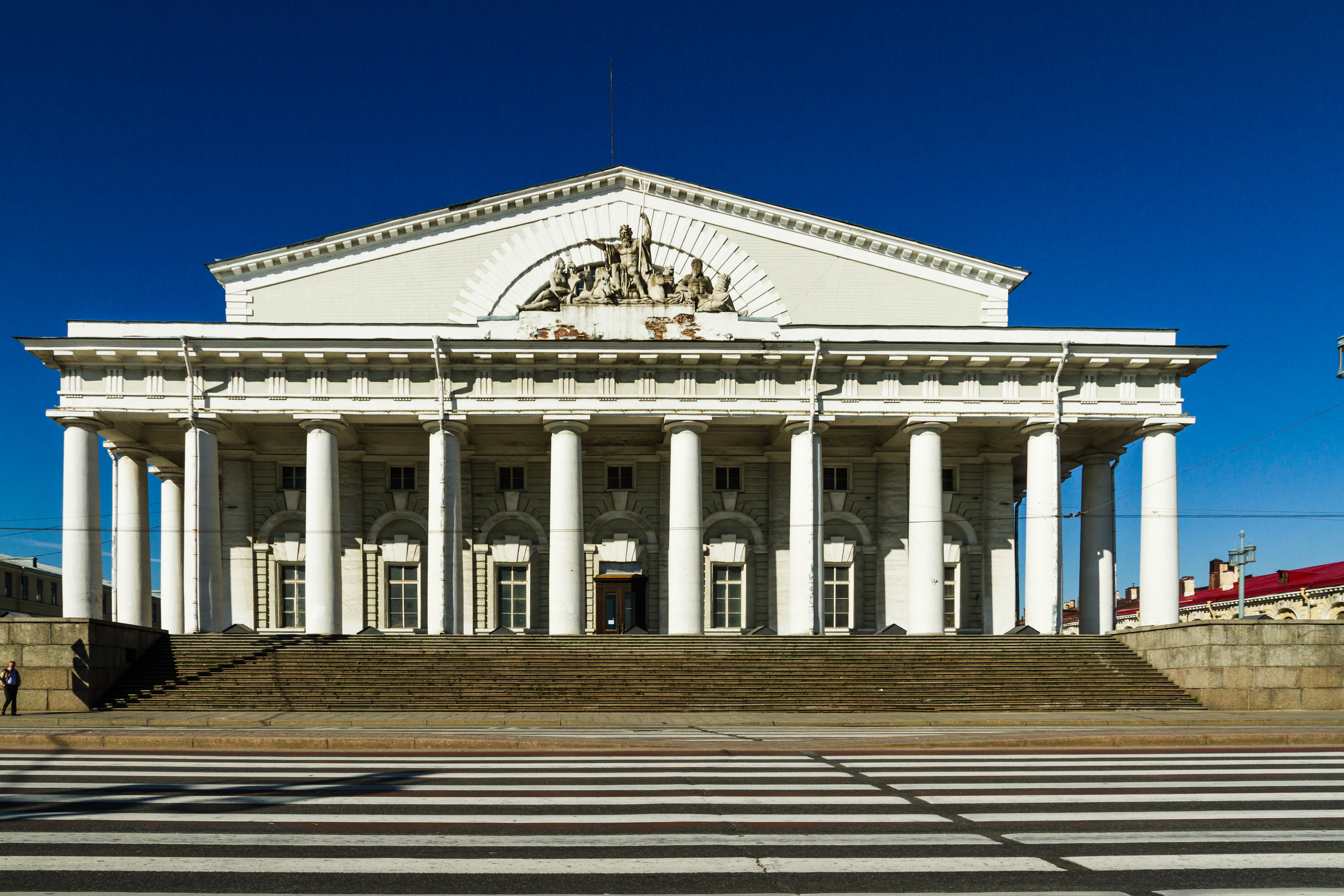
Il palazzo della Borsa di San Pietroburgo di Thomas de Thomon, 1805-1810

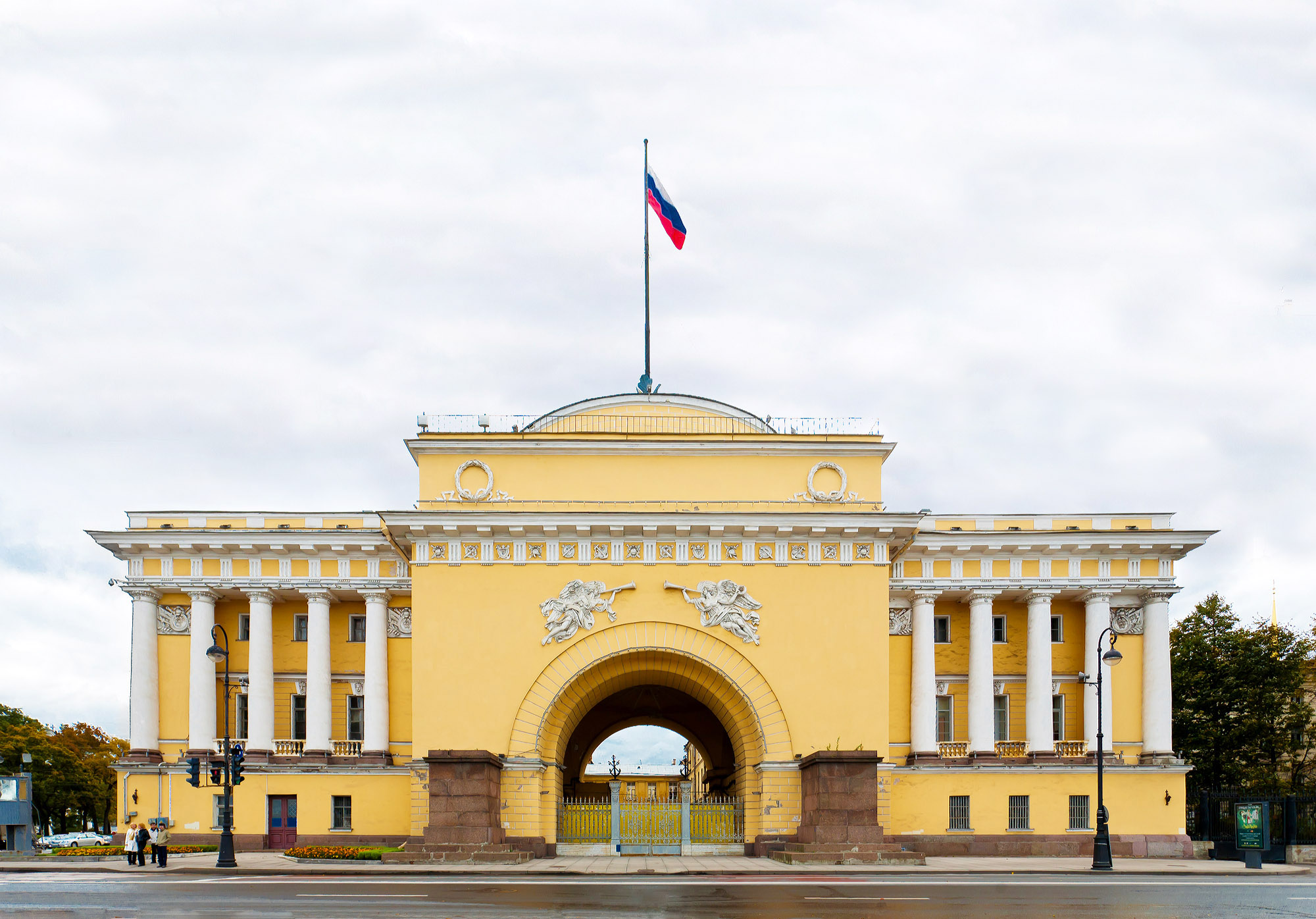
Ammiragliato di San Pietroburgo di Andrejan Zacharov, 1806-1823

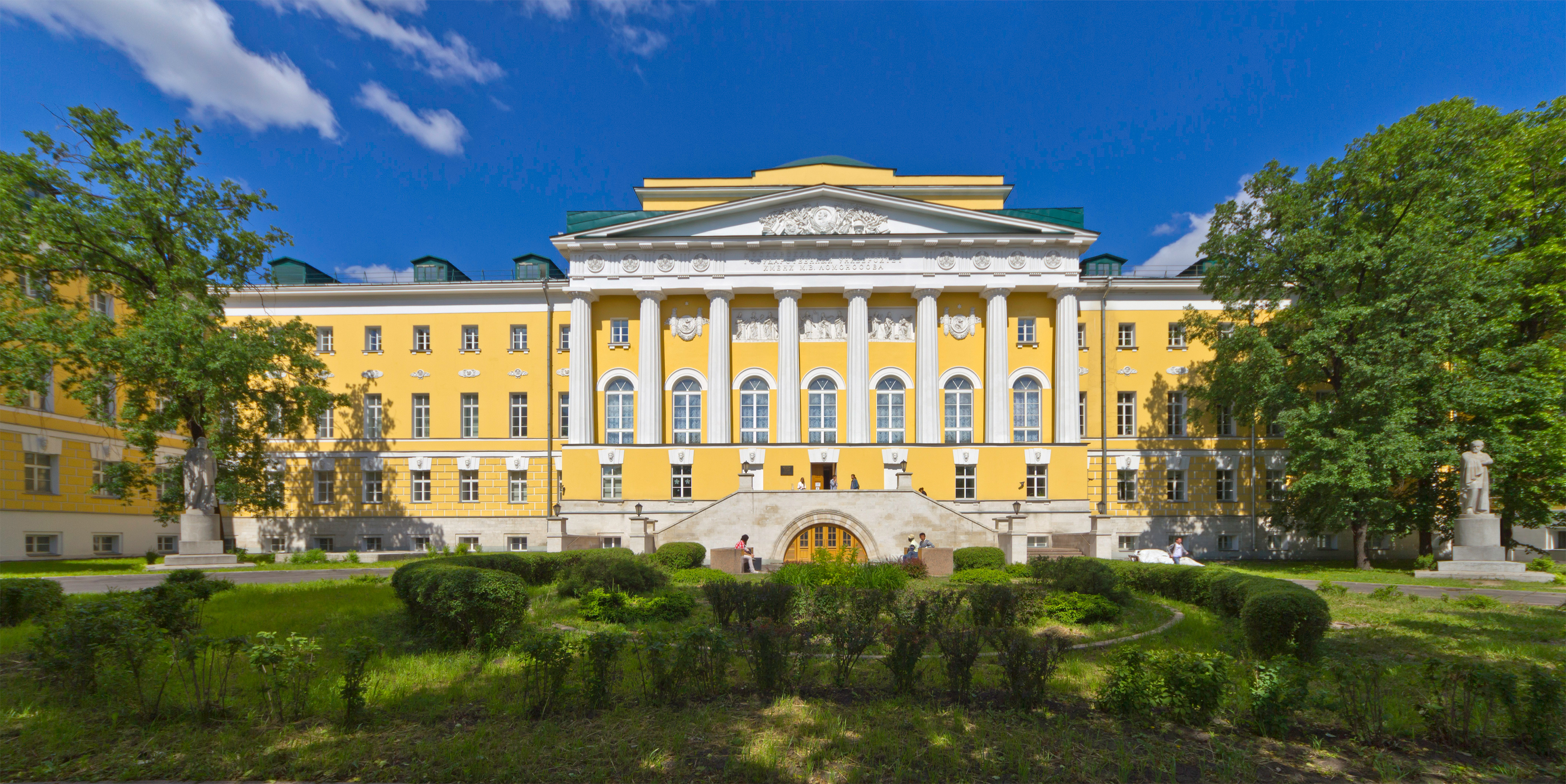
Facciata dell'Università statale di Mosca, ricostruita da Domenico Gilardi (1817-1819)

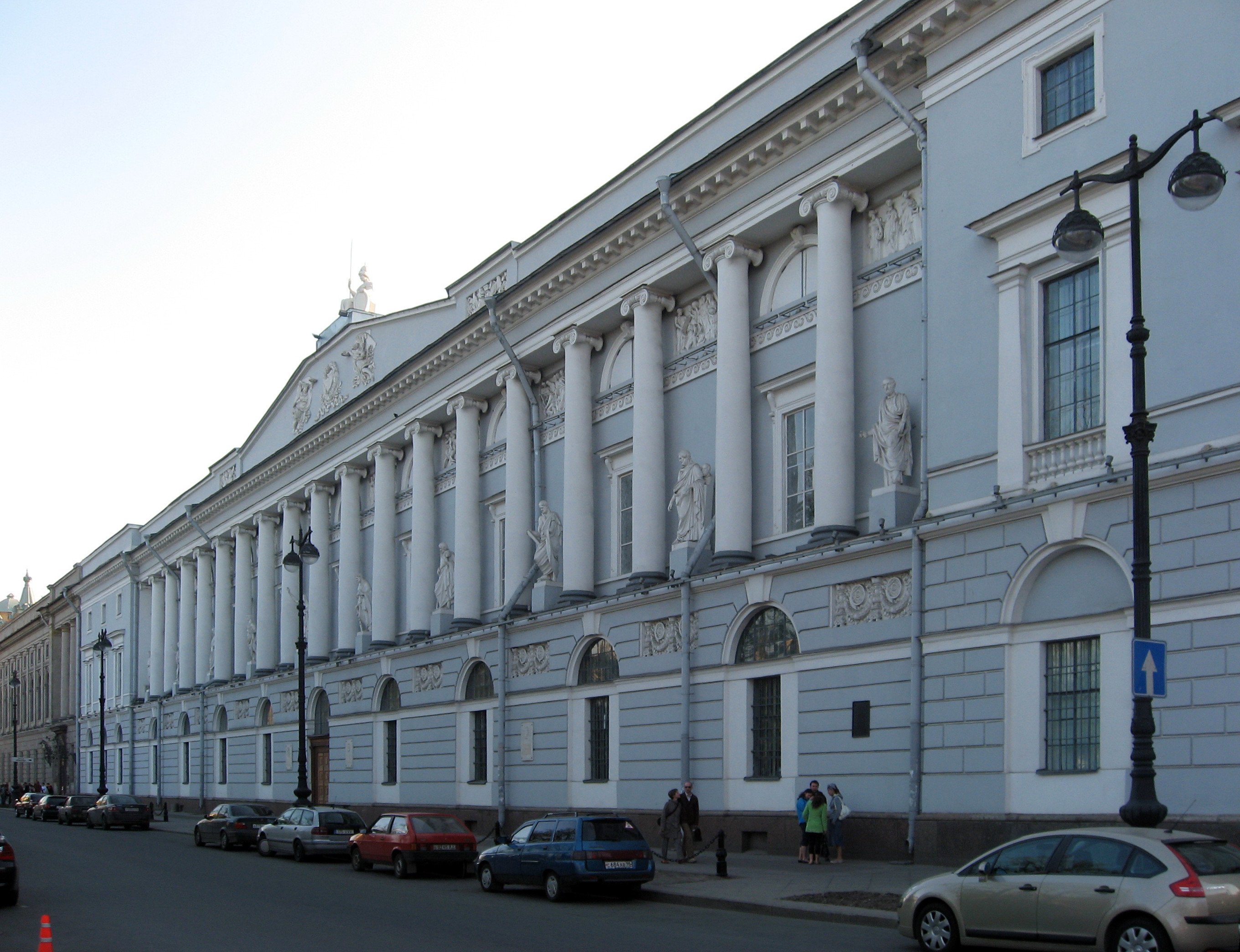
Biblioteca nazionale russa di Carlo Rossi (1832-1835)

Appartenente alla classe cosmopolita europea del XVIII secolo, Caterina II durante il suo lungo regno aveva fissato il tono della vita sociale e intellettuale russa. L'era cateriniana segnò una svolta nell'istruzione della nobiltà, nell'arte e nella letteratura. Il francese divenne la lingua di corte e con la lingua arrivarono anche le idee dell'Illuminismo.

### Gli inizi
Nel 1762 l'imperatrice aveva ordinato la costruzione della reggia di Oranienbaum ed in quell'occasione Antonio Rinaldi aveva costruito la palazzina cinese (1762–1768) (un misto di elementi dell'architettura barocca, del classicismo e dell'architettura tradizionale cinese), ed il padiglione di Katalnaya Gorka, o detto anche delle "montagne russe" (1762-1774). In questo padiglione cilindrico da cui si dipartivano 3 ali, a cupola e con un arco di trionfo con la torre conclusa con una guglia, c'è la ricerca di nuovi schemi compositivi.
Nel 1763 Caterina commissionò all'architetto francese Jean-Baptiste Michel Vallin de La Mothe ed al russo Aleksandr Filippovič Kokorinov la costruzione della nuova sede Accademia delle Belle Arti a San Pietroburgo. Il de La Mothe dal 1764 al 1775 realizzò diverse architetture e nel 1766 divenne l'architetto di corte.

L'Accademia dal 1764 fu diretta dal filantropo consigliere per l'istruzione di Caterina Ivan Beckoj. Sempre in quegli anni l'imperatrice ed il Betskoy, che era stato un assiduo patrocinatore di un sistema educativo pubblico in Russia, avevano concepito l'ambizioso progetto di realizzare un orfanotrofio a Mosca. Questo esperimento idealistico di stampo illuministico era mirato alla creazione del "cittadino ideale" attraverso il recupero di migliaia di orfani che avrebbero ricevuto una adeguata educazione. Il progetto dell'orfanotrofio fu affidato a Karl Blank il quale, formatosi alla scuola di Bartolomeo Rastrelli, fu l'architetto che aveva realizzato i primi palazzi neoclassici a Mosca, fra cui appunto l'orfanotrofio.

### Gli anni 1770. I nuovi impulsi
Nel 1773 l'imperatrice scrisse una lettera all'accademia di Francia annunciando un concorso in cui si chiedeva che degli architetti progettassero una casa in cui fossero presenti contemporaneamente forme delle antichità greche e romane. Due accademici francesi, Charles De Wailly e Charles-Louis Clérisseau, inviarono dei loro disegni, ma questi non vennero accolti favorevolmente. Per cui Caterina nel 1778 dichiarò di voler assumere due architetti italiani perché «i francesi che abbiamo qui, sanno troppo e costruiscono case terribili, tutto perché sanno troppo». Nel 1779 dette incarico al suo ministro, il barone Friedrich Melchior von Grimm, e a Johan Friedrich Reiffenstein, a quel tempo rappresentante a Roma dell'Accademia di Belle Arti di Pietroburgo di trovare i due architetti. Lo stesso anno gli architetti italiani, Giacomo Trombara (1742-1811) e Giacomo Quarenghi (1744-1812), arrivarono alla corte di Caterina.
Ben presto il neoclassicismo in Russia, che nella sua prima fase aveva attinto dalle idee dell'architettura francese della metà del XVIII secolo, volgerà l'attenzione alle esperienze interpretative del palladianesimo, specialmente dell'Inghilterra e dell'Italia.

### Gli anni 1780. Giacomo Quarenghi
(Ippolito Pindemonte, 1784)
Sempre su invito degli agenti di Caterina, nel 1779 era arrivato a San Pietroburgo anche l'architetto scozzese Charles Cameron (1743-1812) che, come primo incarico, proprio nel Palazzo di Caterina a Carskoe Selo realizzò la Galleria Cameron; fra il 1781 ed il 1796, fu la volta del Palazzo di Paolo I a Pavlovsk che, nella sua versione originaria, divenne uno dei primi esempi di villa palladiana costruito in Russia. Ma se il Cameron aveva avuto successo per lo sfoggio delle sue fantasiose policromie, gli eredi di Caterina Paolo e Maria gli imposero una assoluta sobrietà, così a Pavlovsk divenne preminente l'utilizzo del bianco e dell'oro. Tuttavia il Cameron non si seppe adeguare alle imposizioni del nuovo gusto, per cui gli fu preferito il Quarenghi.
Caterina, come primo incarico, nel 1779 affidò all'architetto bergamasco il compito di introdurre lo stile neoclassico nella reggia di Peterhof. L'intervento fu realizzato a sud-ovest del Parco Superiore, dove fu realizzato il Parco Inglese ed al suo interno il Palazzo Inglese, che divenne il modello a cui si ispireranno in Russia fino ai primi dell'Ottocento per le ville in campagna.
Il Quarenghi, che in seguito divenne l'architetto ufficiale di Caterina II, tra il 1780 ed il 1785 trasformò San Pietroburgo in una città classica.
Fra il 1782 ed il 1785 realizzò il Teatro dell'Ermitage il cui interno è ispirato al Teatro Olimpico di Vicenza e per le decorazioni e i capitelli alle rovine del Teatro di Pompeo.
Più tardi, sempre nel grande complesso dell'Ermitage, fra il 1787-1792 progetterà e realizzerà un ambiente che era la copia esatta delle logge vaticane dove furono collocate le copie dei disegni dei soffitti delle Logge di Raffaello. Che, già dal 1778, erano state commissionate dall'imperatrice al von Grimm che scrisse al Reiffenstein affinché facesse riprodurre a Roma le copie delle volte a grandezza naturale; gli encausti furono realizzati da Cristoforo Unterperger.
Nel 1783 progetta il Palazzo della Banca di Stato lungo il Canale Griboedov, vista l'importanza dell'edificio, l'autore conferisce al complesso monumentale un aspetto maestoso, con la planimetria a ferro di cavallo, collegata nella parte concava, con gallerie aperte.

Diverso fu l'atteggiamento dell'architetto nella più sobria Accademia delle Scienze (1783-1789) dove l'esterno, privo di ornamenti, è marcato da un pesante portico in ordine ionico e all'interno le eleganti proporzioni e la solennità degli spazi ricordano il gusto dell'antica Roma.

Sempre in quegli anni Quarenghi si era anche occupato, dopo gli interventi dell'architetto russo Karl Blank e di Francesco Camporesi, di completare il Palazzo di Caterina a Mosca (1790-1797).
Quarenghi aveva realizzato numerosi palazzi e portò in auge un originale stile monumentale, d'ispirazione palladiana, che fu di riferimento per molti architetti che operavano in Russia, fra questi Ivan Starov che, per il principe Potëmkin, uomo politico favorito dell'Imperatrice, realizzò il Palazzo di Tauride (1783 - 1789). Il palazzo, composto da un corpo centrale e da due ali attigue completate da padiglioni laterali, in perfetta adesione alla tipologia della villa palladiana divenne riferimento per molte altre costruzioni patrizie. Lo stesso valse per il poliedrico Nikolaj L'vov il quale, fra le altre cose aveva tradotto i I quattro libri dell'architettura del Palladio, aveva realizzato la chiesa della Trinità a San Pietroburgo (1785-1787) composta da una rotonda e da una torre campanaria piramidale.

## Il periodo di Paolo I (1796-1801)
Alla morte di Caterina fu nominato imperatore il figlio Paolo; ma questi che, durante il suo breve regno, aveva mostrato segni di squilibrio mentale, non durò a lungo. Le sue riforme avevano limitato i diritti della nobiltà e nel 1801 fu assassinato da un gruppo di cospiratori, fra cui il figlio erede al trono Alessandro.

La più notevole delle innovazioni è stato il cambio del gusto di cui il massimo esempio si è concretizzato nella cura degli interni della reggia di Pavlovsk, che i sovrani avevano scelto come abitazione. La consorte dell'imperatore Maria Feodorovna aveva cercato di introdurre nella sua dimora le raffinatezze che aveva conosciuto in una sua visita in Francia del 1782. Questa si manifesta nelle decorazioni e soprattutto negli arredi; la stessa imperatrice si dilettava a realizzare oggetti d'avorio, d'ambra e di bronzo. Nel palazzo fra le cose più notevoli vi sono alcune sculture romane e una veduta della Villa Aldobrandini di Jakob Philipp Hackert.

## Il periodo di Alessandro I (1801-1825). Lo stile impero russo
La moda del Neoclassico che era cominciata con la grande Caterina giunse al suo culmine con Alessandro I.

Il palazzo della Borsa di San Pietroburgo, disegnato dal francese Thomas de Thomone e costruito fra il 1805 ed 1810, è un rilevante esempio di architettura neogreca ispirata al Tempio di Era di Paestum; nel 1811 furono inoltre erette delle colonne rostrali.

Sempre in questo periodo si affermarono anche Andrej Voronikhin che progettò la Cattedrale di Kazan e Andrejan Zacharov con il Palazzo dell'Ammiragliato (1806-1823), dove riecheggiano le proporzioni in grande scala di Boullée, ma che risente degli influssi dell'Académie royale d'architecture di Parigi rifondata nell'École des Beaux-Arts, così come la Cattedrale di Sant'Isacco di Auguste de Montferrand (il cui disegno si basa sul Pantheon parigino); più vicine alla monumentalità romana furono invece le architetture di Carlo Rossi (ad esempio il Palazzo del Senato e il Palazzo Michajlovskij).

### La formazione dello stile impero in Russia
Nella formazione dello stile impero in Russia il ruolo determinante fu giocato da Mosca, questo a causa della necessità della ricostruzione della città a seguito dell'incendio del 1812. A Mosca furono ricostruite migliaia di abitazioni e numerosi palazzi rappresentativi: molto attivi nella ricostruzione furono Domenico Gilardi che, tra le altre cose ricostruì la sede dell'Università statale di Mosca (1817-18), e Giuseppe Bove che fu suo collaboratore ed in seguito diresse l'“Ufficio di stato per la ricostruzione di Mosca” e che realizzò il Primo Ospedale Municipale e nel 1820 progettò, modificando il progetto di Andrei Mikhailov, il Teatro Bol'šoj.

### Il contributo di Carlo Rossi
Ma l'architetto che caratterizzò più di ogni altro questo periodo fu l'architetto italiano Carlo Rossi le cui opere furono l'ultima grande espressione del neoclassico in Russia. Dal 1816 fece parte del “Comitato di sorveglianza delle opere pubbliche e private” istituito dallo zar Alessandro I. La prima realizzazione, improntata alla grandiosità dello spazio e della forma, fu il Palazzo Michajlovskij (1817-1825 per il granduca Michail Pavlovič Romanov, fratello dello zar. Il palazzo segue uno schema palladiano ma il linguaggio è quello del neoclassico. Altra grande realizzazione fu la sistemazione della Piazza del Palazzo e la costruzione del Palazzo dello Stato Maggiore un immenso edificio a esedra, aperto al centro da un gigantesco arco trionfale.
Dal 1828 al 1832 Rossi fu impegnato in un progetto ancora più grandioso, la realizzazione del Teatro Aleksandrinskij con l'omonima via.